# Landschaftspark Althaldensleben-Hundisburg

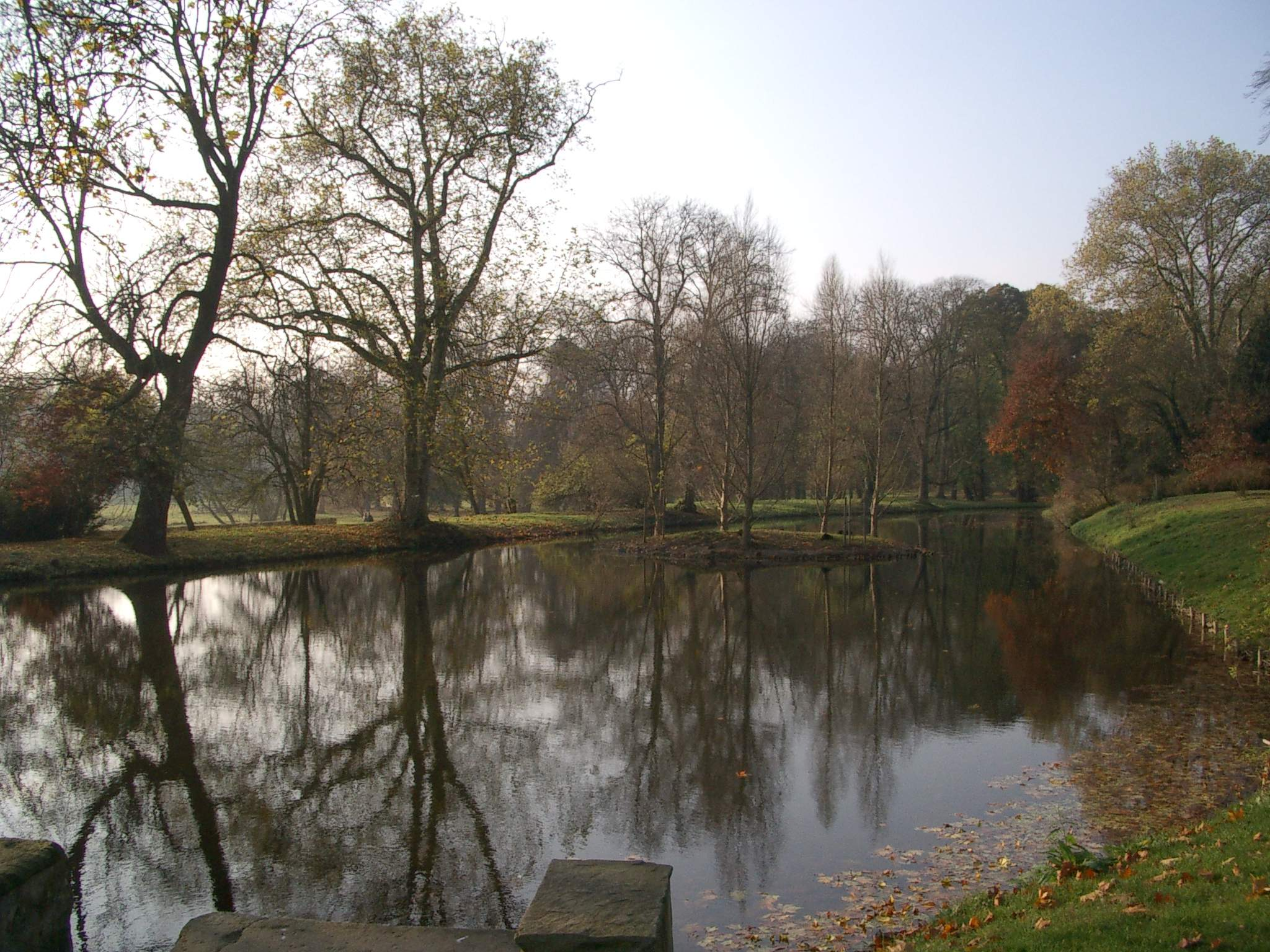
Die Rousseau-Insel im Schwanenteich des Landschaftsparkes. Blick von der Oelmühle Richtung Westen

Die Gestaltung des Landschaftsparks Althaldensleben-Hundisburg begann im frühen 19. Jahrhundert. Er wurde neben den ebenfalls in Althaldensleben und Hundisburg errichteten Gewerbeanstalten zu einem in ganz Deutschland bekannten Anlaufpunkt für bedeutende Persönlichkeiten der Zeit. Nach 1945 wurde das rund 100 Hektar große Ensemble nicht mehr gepflegt, es erfolgte teilweise eine Zweckentfremdung. Mit Unterbrechungen wurde der Park dann seit Ende der 1970er Jahre wieder rekonstruiert. 2004 wurde er Bestandteil des Projektes Gartenträume Sachsen-Anhalt. Der Park gilt als der drittgrößte seiner Art in Sachsen-Anhalt. Durch die Einbeziehung der Gartenanlagen des ehemaligen Klosters Althaldensleben und der barocken Parkanlagen der Hundisburg gehört er zu den bedeutendsten Parkensembles Deutschlands und kann in seiner Bedeutung als Kulturlandschaft mit den Gartenanlagen der Wörlitzer und Potsdamer Landschaftsparks verglichen werden. Der Park gehört zur Stadt Haldensleben (Ortsteil Hundisburg/Althaldensleben) im Landkreis Börde.

## Geschichte

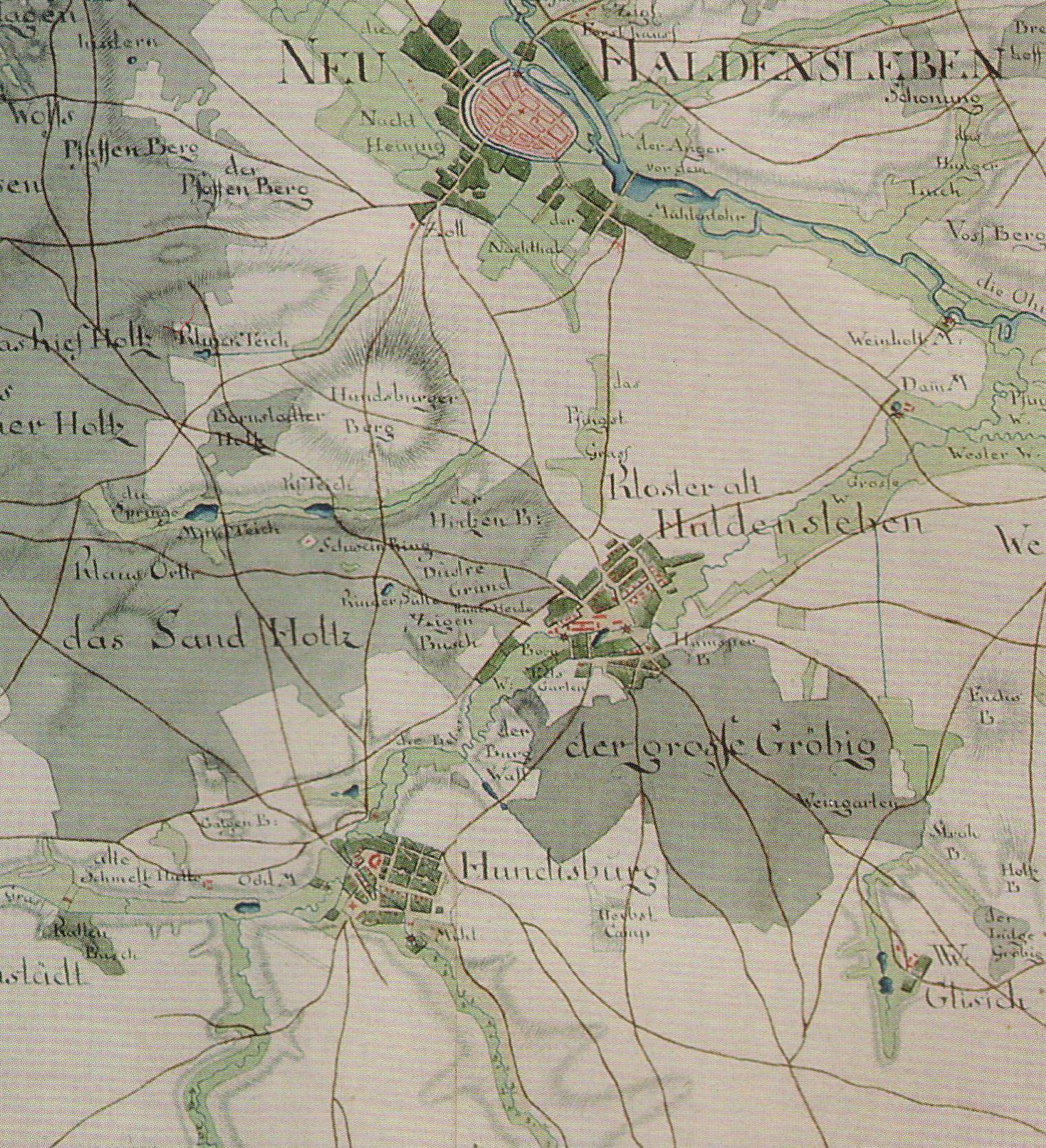
Schmettausche Karte vom Ende des 18. Jahrhunderts

Die historischen Garten- und Parkanlagen des Schlosses Hundisburg und des Klosters Althaldensleben gehen in ihren Vorläufern bis in das späte Mittelalter zurück.
Johann Friedrich II. von Alvensleben ließ ab 1693 einen barocken Garten für das von ihm stark umgebaute Hundisburger Schloss anlegen. Hermann Korb war verantwortlicher Architekt. 1740 wurde die Gestaltung des barocken Gartens mit der Errichtung des „Pariser Tores“ unter Friedrich Anton Ulrich von Alvensleben abgeschlossen. Schon ab 1753 wurde von Gebhard August von Alvensleben ein Teil („Heckengarten“) der Anlage als „Englische Partie“ der neuen Stilform des englischen Landschaftsgartens angepasst. Um 1800 wurden Teile der bisher nach Süden ausgerichteten Parkanlage unter Philipp Karl von Alvensleben zunehmend in Bezug auf die gegenüberliegende Beberaue gesetzt.
Die Klosteranlagen in Althaldensleben umfassten bereits im 16. Jahrhundert einen kleinen Weingarten, einen Hopfen- sowie einen Baumgarten. Das Vorhandensein dieser drei kleineren Anlagen zuzüglich des üblichen Klostergartens mit Gemüse- und Kräuterkulturen ist auch für das 17. Jahrhundert dokumentiert. Ein Situationsplan des Klosters von 1810 belegt, dass zu dieser Zeit neben Nützlichkeitsaspekten bereits kleinere Gartenanlagen zur Erholung bestanden. So gab es neben einem als Ziergarten ausgelegten „Lustgarten“ im inneren Klosterhof einen regelmäßig gegliederten, ummauerten „Großen Klostergarten“. Dieser Park, der südlich des Klosters begann, reichte bis zur Beber. Abgetrennt von dieser Anlage gab es noch einen „Garten der Äbtissin“, in dem sich ein kleines Gartenhaus befand. Aus dem Jahr 1810 sind auch das Vorhandensein eines Gärtners sowie eines entsprechenden Wohnhauses dokumentiert.

### Johann Gottlob Nathusius’ Vision

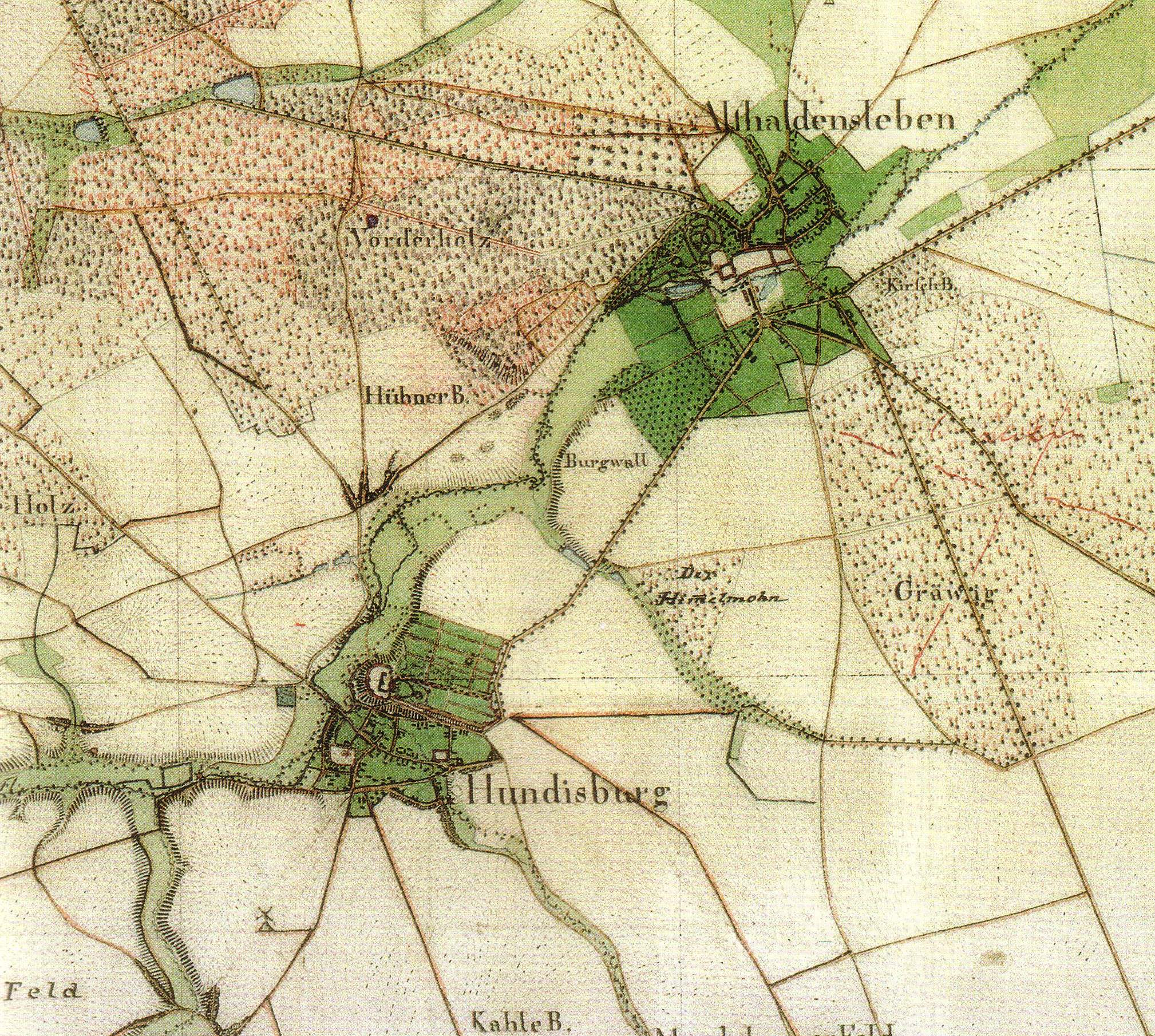
Messtischblatt von 1823

1810 erwarb der reiche Magdeburger Kaufmann Johann Gottlob Nathusius das säkularisierte Klostergut Althaldensleben und im folgenden Jahr auch das benachbarte Schloss Hundisburg mit Gut und Ländereien. Unter ihm und seinen Söhnen entstand bis zum Ende des 19. Jahrhunderts der rund 100 Hektar große Landschaftsgarten, der seitdem beide Besitze miteinander verbindet.
Nathusius hatte bereits zu der Zeit, als er noch in Magdeburg lebte, dort einen vielbeachteten Park angelegt. Ende des 18. Jahrhunderts hatte er Grundstücke an der Spitze der damals unbewohnten Werder-Insel in der Elbe gekauft und zu einem Park zusammengelegt. Neben dem Bau eines Sommerhauses, einer Gärtnerunterkunft und eines Gewächshauses wurden dort viele in- und ausländische Gehölze gepflanzt. An der Spitze des Werders wurde ein künstlicher Berg mit Rosen angelegt, der „Rosenberg“. In dem Gewächshaus zog Nathusius Ananas und andere exotische Pflanzen. Der von ihm geschaffene Park stand allen offen. Für auswärtige Besucher in Magdeburg war es damals üblich, dass sie nach Besuch des Magdeburger Domes als nächstbeste Sehenswürdigkeit den Park des Kaufmanns Nathusius auf dem Werder besuchten.
Nathusius wollte die auf dem Magdeburger Werder gemachten Erfahrungen in seinem neuen Wirkungsfeld in größerer Dimension umsetzen. Er setzte einen Großteil der Gewinne aus seinen Fabriken und Handelsgeschäften für die Gestaltung des neuen Parks ein.
Das Bebertal im Bereich des heutigen Landschaftsparks war im 18. Jahrhundert mit Auenwiesen und unbewaldeten Talhängen noch landwirtschaftlich geprägt. Vermutlich ab 1821 begann Nathusius mit der Anlage des die beiden Besitze verbindenden Landschaftsparks. Die zur Gestaltung der Anlage notwendige Separation zog sich allerdings über Jahre hin. Der Höhepunkt der Anpflanzungen scheint deshalb erst zwischen 1827 und 1836 erreicht worden zu sein. Nathusius, der 1835 starb, hat also die Verwirklichung seines Planes eines zusammenhängenden Landschaftsparkes nicht mehr erleben können.
Der Plan des im englischen Stil angelegten Parks stammte eventuell vom Landschaftsarchitekten Daniel Engelhard aus Kassel, den Nathusius vermutlich 1808 bei seinem ersten Besuch in Kassel anlässlich der Eröffnung des Reichstages (am 2. Juli 1808) kennenlernte. Heinrich Reinhardt (1763–1826) und Philipp Christian Karf (1776–1835) waren die ersten Kunstgärtner, die Nathusius in der Aufbauphase beschäftigte.
Bei der Gehölzauswahl beriet der Direktor des Botanischen Gartens der Universität Halle (Saale), Kurt Sprengel. Vorwiegend wurden Laubholzarten nordamerikanischen Ursprungs verwendet. Sprengel veranlasste auch die Anstellung seines Mündels, August Dieskau (1805–1889), der später den Nathusius’ Taubenapfel züchten und – zusammen mit Georg Alvensleben (* 1806) – Obergärtner des Parkes werden sollte. Die für den Park benötigten Gehölze wurden in der eigenen Handelsgärtnerei zu Althaldensleben herangezogen. Nathusius benannte eine angelegentlich gezüchtete und gepflanzte Birnensorte nach seiner Frau Luise, geb. Engelhardt als „Gute Luise“. Eine wichtige Rolle bei der Parkgestaltung spielte auch der Hauslehrer der Nathusius-Kinder, Julius Elster (* 1803).
Die Grundstruktur des Parkes mit den geplanten weiten Wiesenräumen, der Einbeziehung gepflegter landwirtschaftlicher Nutzflächen sowie der Schaffung von Spazierwegen, Aussichtspunkten und Sichtachsen folgte den damaligen Vorstellungen des Gestaltungstypus der Ornamental Farm. Die Struktur entsprach dem Naturell des Gründers, der keinen Wert auf Prunkentfaltung legte und stets Schönes mit Nützlichen zu verbinden versuchte. Die Pflanzungen wurden auf die landwirtschaftlich nicht nutzbaren Hänge und Talränder konzentriert, wodurch dem Park eine größere landwirtschaftlich genutzte Flächen in der Talsohle belassen wurde. Mit der Anlage der nach Jean-Jacques Rousseau benannten „Rousseauinsel“ und der Bezeichnung der „Napoleonsweiden“ wurde auch den Idealen der französischen Revolution und der Napoleon zugeneigten Geisteshaltung des Parkschöpfers entsprochen.

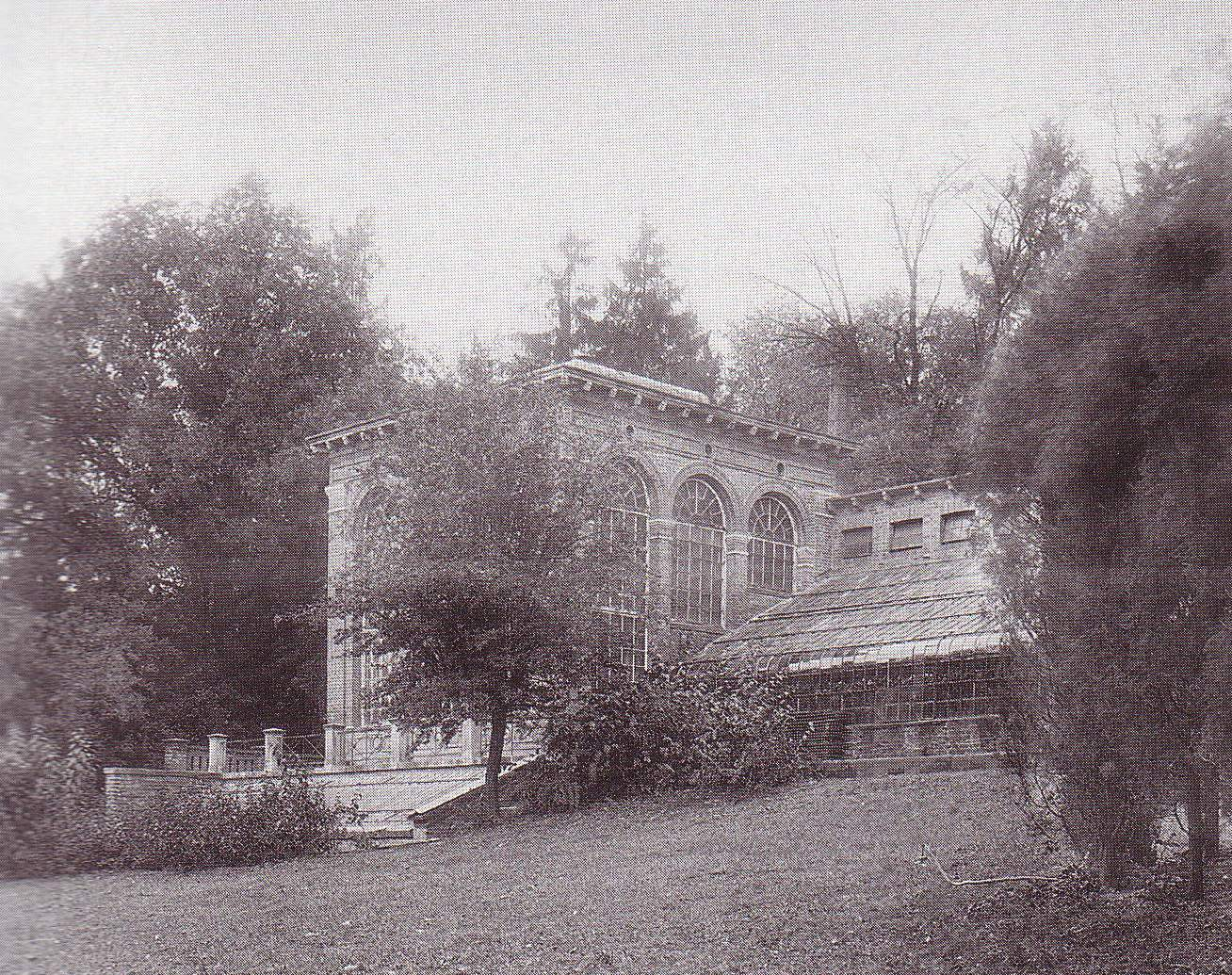
Das Gewächshaus im Althaldensleber Teil des Parkes, auch „Palmenhaus“ genannt, etwa um 1890

### Fortführung unter den Nachkommen
Nach dem Tod Nathusius’ 1835 übernahmen seine Söhne die Güter Althaldensleben und Hundisburg und damit auch den noch in Entstehung befindlichen Landschaftspark. In Althaldensleben wurde zunächst Philipp von Nathusius tätig, ab 1849 dann der jüngere Bruder Heinrich. Die Geschäfte in Hundisburg hatte bereits 1830 der älteste Bruder Hermann übernommen. Auch wenn die Söhne nicht in demselben Maße wie der Vater gärtnerisch interessiert waren, führten sie den Plan zum Aufbau des Landschaftsparkes fort und entwickelten ihn teilweise weiter. Der Park in seiner heutigen Struktur ist erst durch sie entstanden. Den Hundisburger Teil konzipierte Hermann von Nathusius in den 1840er Jahren und in Althaldensleben dominiert die Überformung unter Heinrich von Nathusius in den 1860er Jahren.
Vor allem kleinere Gebäude, die den Park sinnvoll ergänzten, wurden errichtet bzw. veredelt. So entstand auf der Althaldensleber Seite das nach dem Zweiten Weltkrieg abgerissene „Palmenhaus“. Heinrich von Nathusius ließ dieses mit Wasserheizung ausgestattete Gewächshaus mit drei Flügeln erbauen. In Althaldensleben wurden in den 1860er Jahren zusätzliche Neupflanzungen durchgeführt. Für Marie Nathusius, die Frau von Philipp, einer später bekannten Schriftstellerin, wurde ein kleines Grundstück in der Nähe des Althaldensleber Herrenhauses gestaltet. „Mariechens Pastorengarten“ war ein mit Kirschbäumchen umgebener Garten mit einem kleinen Holzpavillon und einer Glocke.
Im Hundisburger Teil des Parkes wurden verschiedene Nutz- und Wohngebäude im englischen Cottage-Stil (wie Försterhäuschen und Niedermühle) errichtet bzw. ausgestaltet. Als Gärtnergehilfe auf Hundisburger Seite war der später bedeutende Botaniker Gustav Maass tätig. Der letzte Besitzer der Hundisburg vor der Enteignung nach dem Krieg, Gottlob Karl von Nathusius, ein begeisterter Hobby-Ornithologe ließ den Park zum Vogelschutzgebiet erklären. Bis zu 1.000 Nistkästen, vor allem für Stare und Trauerschnäpper, wurden befestigt. Absterbende Bäume wurden als Nistplätze für Höhlenbrüter verwendet.
1895 wurde das vormalige Klostergut Althaldensleben von den Nachkommen des Heinrich von Nathusius an Carl Dippe, den Eigentümer einer Saatzuchtfirma in Quedlinburg verkauft. Von ihm ging es an seinen Sohn Gustav von Dippe und 1911 an dessen Schwager Hans von Mackensen über. Schließlich erwarb es 1932 Hugo Henkel, der geschäftsführende Gesellschafter der Firma Henkel aus Düsseldorf bei einer Zwangsversteigerung. Der teilweise zum Althaldensleber Gut gehörende Landschaftspark wurde nun nicht mehr in seiner Ganzheit erhalten. Die neuen Besitzer in Althaldensleben nahmen der Ursprungsidee abträgliche Änderungen vor. Der seit dem Tod Johann Gottlob Nathusius’ als Familienbegräbnisplatz genutzte Parkteil unterhalb der ehemaligen Burgwalls sowie das „Jägerhaus“ blieben nach dem Verkauf im Besitz der Althaldensleber Linie der Nathusius und wurden abgetrennt. 1934 besuchte die DDG den Park.

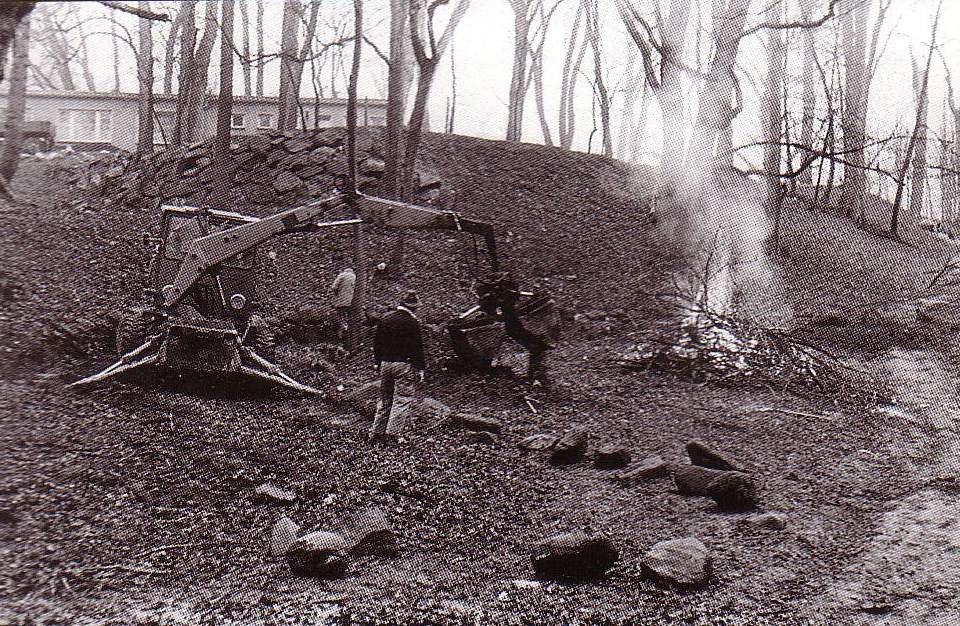
Wiederherstellung des „Schlangenweges“ 1983 durch die Bürgerinitiative Hundisburg

### DDR
Nach dem Zweiten Weltkrieg fiel der Klosterpark im Zuge der Bodenreform der Stadt Haldensleben zu. Bereits kurz nach dem Schlossbrand 1945 gab es Bestrebungen zur Unterschutzstellung der Anlagen, die jedoch eine jahrzehntelange Vernachlässigung und Zweckentfremdung nicht verhindern konnten. Der damalige Bürgermeister Müller war gleichzeitig Kreisbeauftragter für Naturschutz und setzte sich bis 1948 mit großem Einsatz für die Erhaltung und Pflege des einst berühmten Parks und gegen die geplante Aufteilung an Neubauern ein. Diesen Bemühungen war kein bleibender Erfolg beschieden.
Es kam zu Holzeinschlag, der Verwilderung von Pflanzungen sowie der Errichtung von unpassenden Zweck- und Wohngebäuden sowie von Sportanlagen.
Von 1948 bis 1976 engagierte sich Bruno Weber als Naturschutzbeauftragter intensiv um die Parkanlagen. Ab 1978 schlossen sich engagierte Parkschützer zu einem „Parkaktiv“ zusammen und begannen mit der Rekonstruktion des Parks.
Im Lauf der Jahre wuchs das Parkaktiv auf 85 ehrenamtliche Mitarbeiter. Auf Veranlassung eines der Initiatoren, des lokalen Berufsschullehrers Hartmut Neumann, wurden vom Institut für Denkmalpflege der DDR Bodensondierungen durchgeführt, um den alten Verlauf der Wege und Sichtachsen herauszufinden. Das Parkaktiv und andere Institutionen sorgten für die Wiederherstellung von Gewässer- und Wegebauten, betrieben Aufforstungen und Nachpflanzungen. Der Park wurde zum Flächen- und Naturdenkmal erklärt.

### Nach der Wende
Die Maßnahmen zur Rettung und Wiedergewinnung des Parkensembles verstärkten sich ab 1990. Angeregt durch Bürgerinitiativen in Althaldensleben und Hundisburg führte die Stadt Haldensleben, nach der Eingemeindung Hundisburgs im Jahr 1994, den zerstückelten Landschaftspark wieder zu einer besitzrechtlichen Einheit zusammen und beauftragte den KULTUR-Landschaft Haldensleben-Hundisburg e. V. mit der denkmalpflegerischen Wiederherstellung des Gesamtkunstwerkes. Zu diesem Zweck unterhält der Verein auf Schloss Hundisburg eine Schloss- und Gartenverwaltung unter Leitung von Dr. Harald Blanke.
Die ehemalige Klosteranlage in Althaldensleben wurde zu einem Berufsschulzentrum umgewidmet. Nach fünfjähriger Umbau-, Neubau und Renovierungsphase konnte das Zentrum der Berufsbildenden Schulen Haldensleben des Landkreises Börde für 1.800 Schüler, davon rund 1.000 Vollzeitschüler eröffnet werden.
Im Jahr 2001 wurde der Park als einer von 40 in das Programm Gartenträume des Landes Sachsen-Anhalt aufgenommen. Die Stadt Haldensleben gewann eine Silbermedaille beim Wettbewerb „Entente Florale Deutschland“.

### Bedeutung heute
Der Landschaftspark mit dem angrenzenden Barockgarten des Hundisburger Schlosses wird heute unter der offiziellen Typenbezeichnung Rekonstruierter Barockgarten des frühen 18. Jahrhunderts mit landschaftlich überformten Partien (Hundisburg) und Landschaftspark des 19. Jahrhunderts (Althaldensleben) geführt. Der barocken Gartenanlagen der Hundisburg gehören zu den ältesten klassisch-französischen Gärten in Deutschland. Die Fläche des gesamten Parkensembles beträgt etwa 100 Hektar. Diese Kulturlandschaft ist mehrfach geschützt: als Baudenkmal (Schloss und Park), als Bestandteil des Landschaftsschutzgebietes (LSG) „Flechtinger Höhenzug“ sowie als (GLB) Geschützter Landschaftsbestandteil (GLB) „Beberlauf“.
Es handelt sich um eine öffentliche Anlage, die ganzjährig bei freiem Eintritt zugänglich ist. Im Park befindet sich ein Lehrpfad.

### Ur- und frühgeschichtliche Besiedlung
Der Landschaftspark ist Teil der „Historischen Quadratmeile“, die sich zwischen Haldensleben, Süplingen, Bebertal und Hundisburg erstreckt. Beidseitig der Beber gibt es eine große Anzahl archäologischer Fundplätze.
Auch die „Parkkiesgrube“ ist eine prähistorische Fundstelle.
Das Gebiet war bereits in der Urgeschichte besiedelt, vor 250.000 Jahren lebten hier altsteinzeitliche Jäger und Sammler, deren Werkzeuge und Reste der damals lebenden Großsäuger, wie Mammut und Wollnashorn, in den Ablagerungen der Beber gefunden wurden. Relikte ur- und frühgeschichtlichen Lebens sind heute in den Lehrpfad des Parkes einbezogen. Am Kreuzungspunkt der Beber mit dem Mittellandkanal führt das Landesamt für Denkmalpflege und Archäologie Sachsen-Anhalt seit 2010 großflächige archäologische Untersuchungen durch, die äußerst interessante Befunde erbrachten. Neben bislang für die Region gänzlich unbekannten Hausgrundrissen fallen vor allem Hunderte von bronzezeitlichen Vorratsgruben mit teils außergewöhnlichen Funden auf, darunter eine mit Kreisaugenmotiven verzierte bronzezeitliche Hirschgeweihaxt. Eine derartig verzierte Axt wurde auch im Isarmündungsgebiet bei Moos (Landkreis Deggendorf) gefunden.

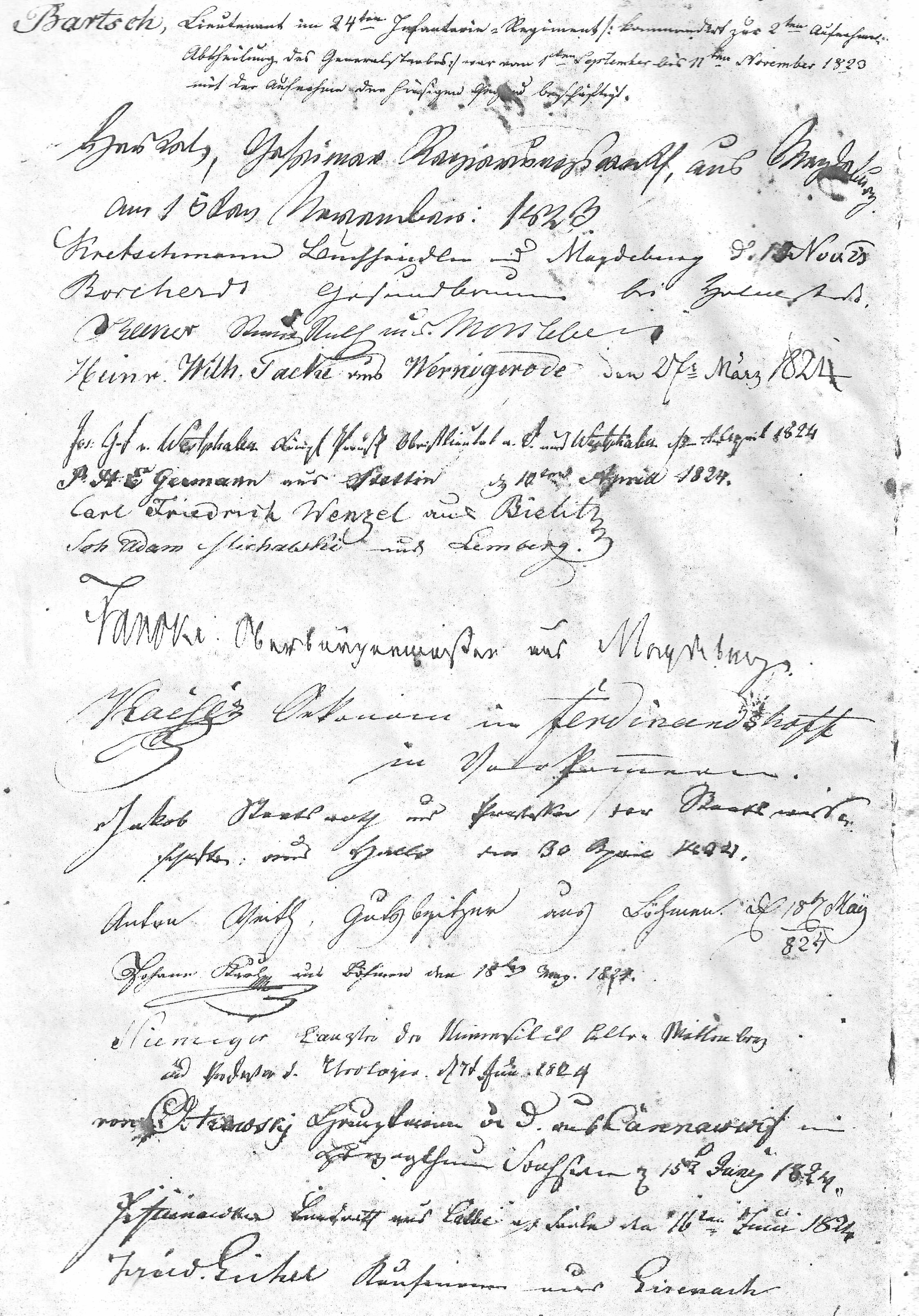
Auszug aus dem Nathusius’schen Gästebuch aus Althaldensleben, Einträge von 1824, in der Mitte die Unterschrift des Magdeburger Oberbürgermeisters August Wilhelm Francke

## Bedeutende Besucher
Sowohl zur Zeit Johann Gottlob Nathusius’ wie auch in den Jahren, in denen seine Söhne Philipp und Heinrich von Nathusius (in Althaldensleben) bzw. Hermann von Nathusius (in Hundisburg) lebten, kamen – angezogen durch entsprechende Veröffentlichungen – viele bekannte Persönlichkeiten zu Besuch. Neben dem Landschaftspark waren auch die Nathusius’schen Gewerbeanstalten sowie später das gastfreie, politisch-künstlerische Heim von Philipp und Marie Nathusius Anlass zu Besuchen unter anderen von:
- Bettina von Arnim vom 2. bis zum 5. Oktober 1839
- Emanuel Geibel
- Hoffmann von Fallersleben, vom 3. bis zum 5. August 1842, vom 21. April bis zum 24. Mai 1843 sowie ab dem 16. Juni 1846 für weitere sechs Wochen
- Peter Joseph Lenné, anlässlich eines sechstägigen Besuches zu Projektierungsarbeiten in Magdeburg 1824[31]
- Julius Mosen im Jahr 1844
- Wilhelm von Preußen (1882–1951), der ehemalige Kronprinz, 1924[6]
- Fürst Hermann Pückler-Muskau[32][33]
- Fritz Reuter, als Zwölfjähriger in Begleitung seines Vaters, des Stavenhagener Bürgermeisters Georg Johann Reuter auf einer Bildungsreise nach Braunschweig[34]
- Wilhelm Sello.[35]
- Albrecht Daniel Thaer
- Ludwig Reinhold Walesrode (1810–1889), Journalist und Schriftsteller, im Juli 1843

Karl Immermann verarbeitete 1836 seine Eindrücke aus einem Besuch in Althaldensleben und Hundisburg in seinem großen Familienroman Die Epigonen. Die Landschaftsschilderungen im Roman beziehen sich erkennbar auf den Park, den er im April 1824 besuchte: „… erhoben sich auf dem höchsten Hügel der Gegend die Zinnen des Grafenschlosses, in der Tiefe die Türme des Klosters. Beide Besitzungen nutzte der Oheim … “
Auch Karl Rosenkranz verbrachte als Junge 1821 und 1822 einen Teil seiner Ferien in den Parkanlagen.

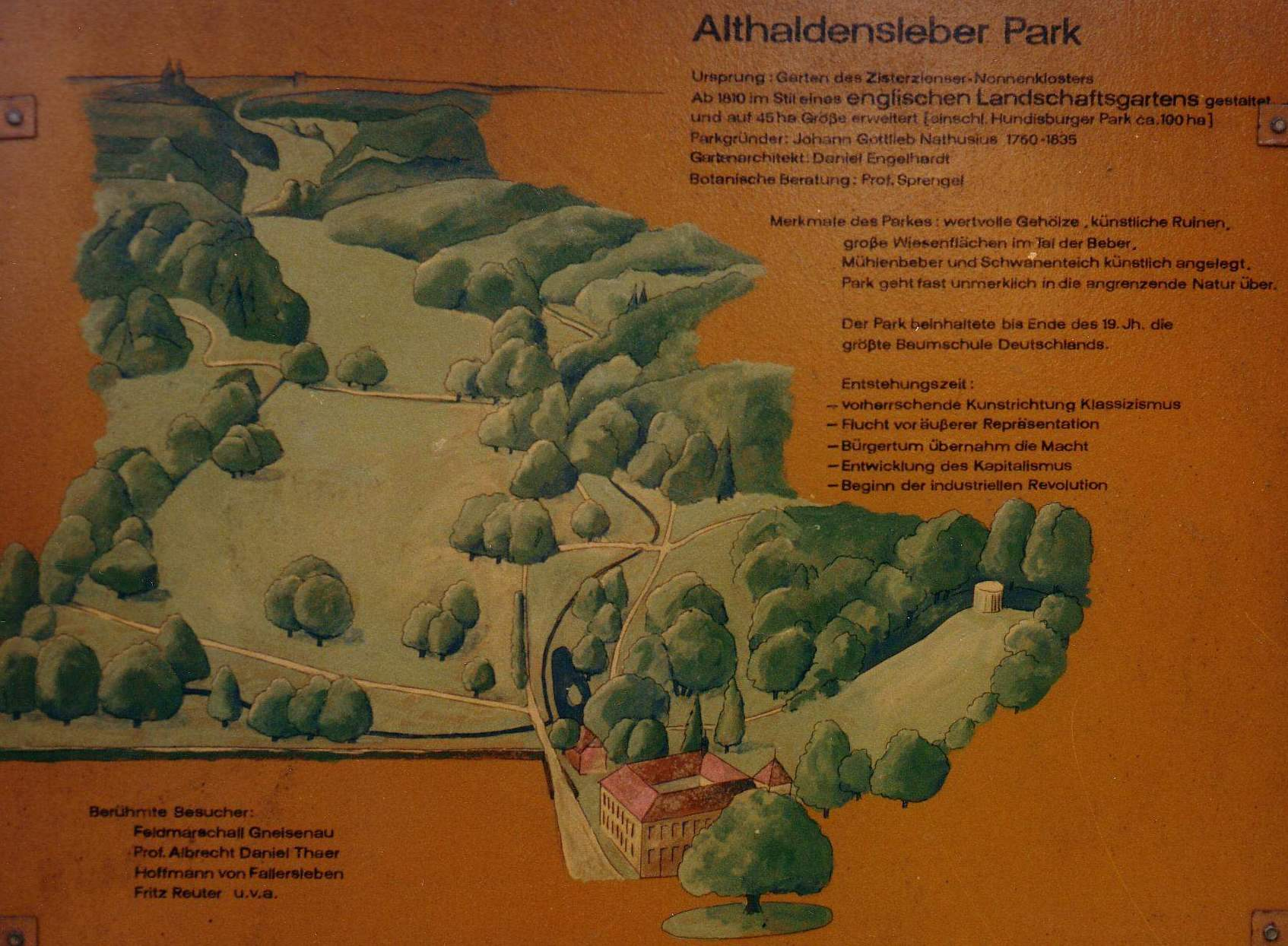
Skizze vom Landschaftspark

## Heutige Struktur des Parks
Der Landschaftspark hat mit dem ehemaligen Kloster Althaldensleben und dem Schloss Hundisburg zwei gleichberechtigte Bezugspunkte und erstreckt sich im Tal der Beber zwischen den beiden einstmaligen Herrensitzen.
Die Parkanlagen werden im Nordosten von dem ehemaligen Klosterwohngebäude begrenzt. Sie beziehen den dort liegenden alten Burgwall und den noch heute genutzten Nathusius’schen Familienfriedhof mit ein. Im Südwesten endet der Park unterhalb des Schlossberges der Hundisburg. Im Nordwesten begrenzt der Weg vom Jägerhaus in Althaldensleben zum Försterhäuschen in Hundisburg, im Südosten die Straße zwischen Althaldensleben und Hundisburg die Anlage. Hauptgestaltungselement sind eine Reihe parallel gelagerte, durch Baumgruppen getrennte Wiesenräume, die durch Sichtachsen miteinander verbunden sind.
Nicht zum Landschaftspark gehört der sich ostwärts vom Schloss Hundisburg erstreckende Schlosspark. Der unter Nathusius und seinen Nachkommen nicht erhaltene barocke Stil dieser ehemals bedeutenden Parkanlagen wurde in den letzten Jahren nach einer Vorlage des ältesten von acht historischen Garteninventaren rekonstruiert. Die heutige Form des gestuften Barockparks stammt aus dem späten 17. Jahrhundert.

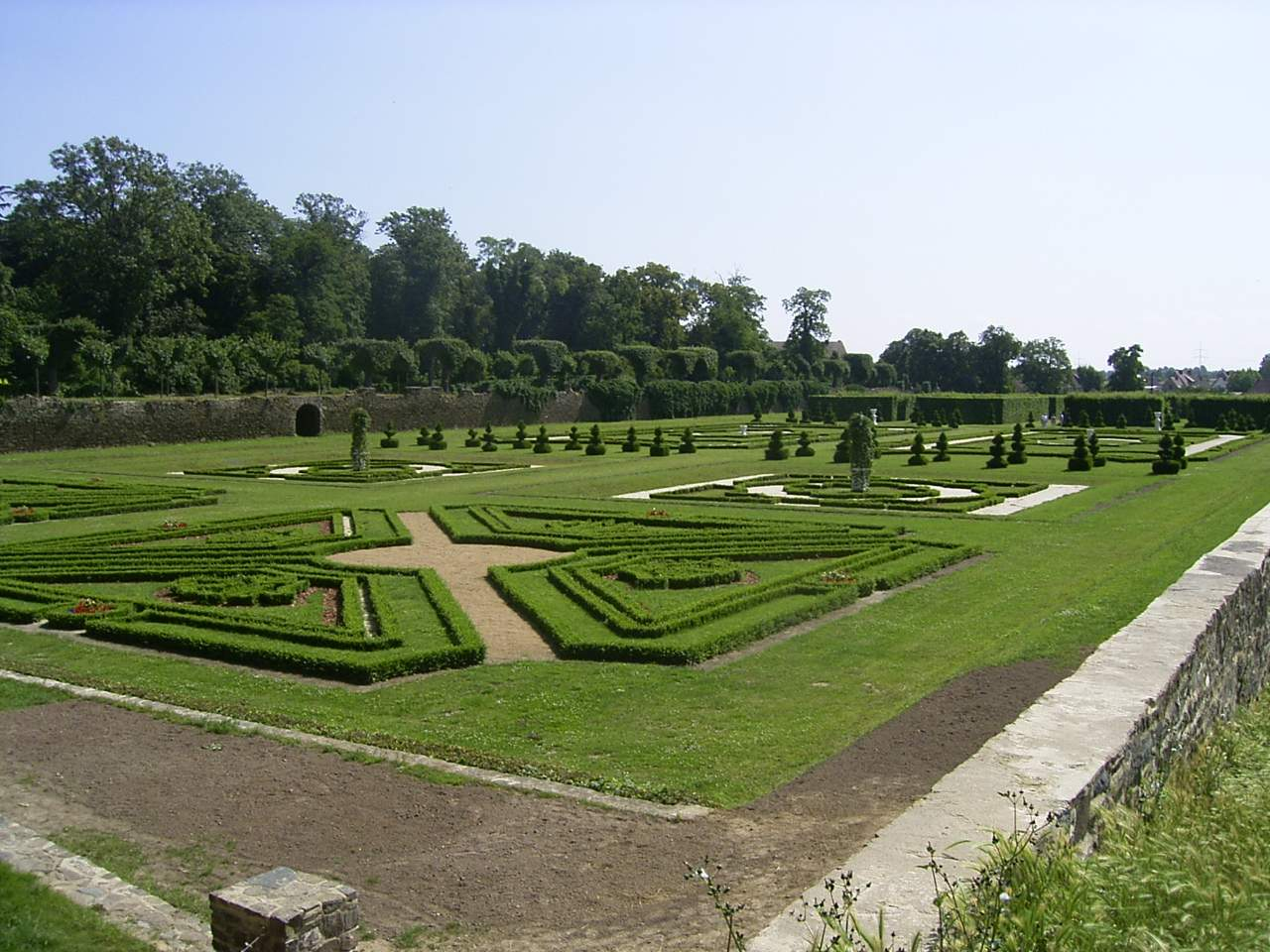
Der barocke Garten („Unterer Lustgarten“) des Hundisburger Schlosses im Jahr 2004

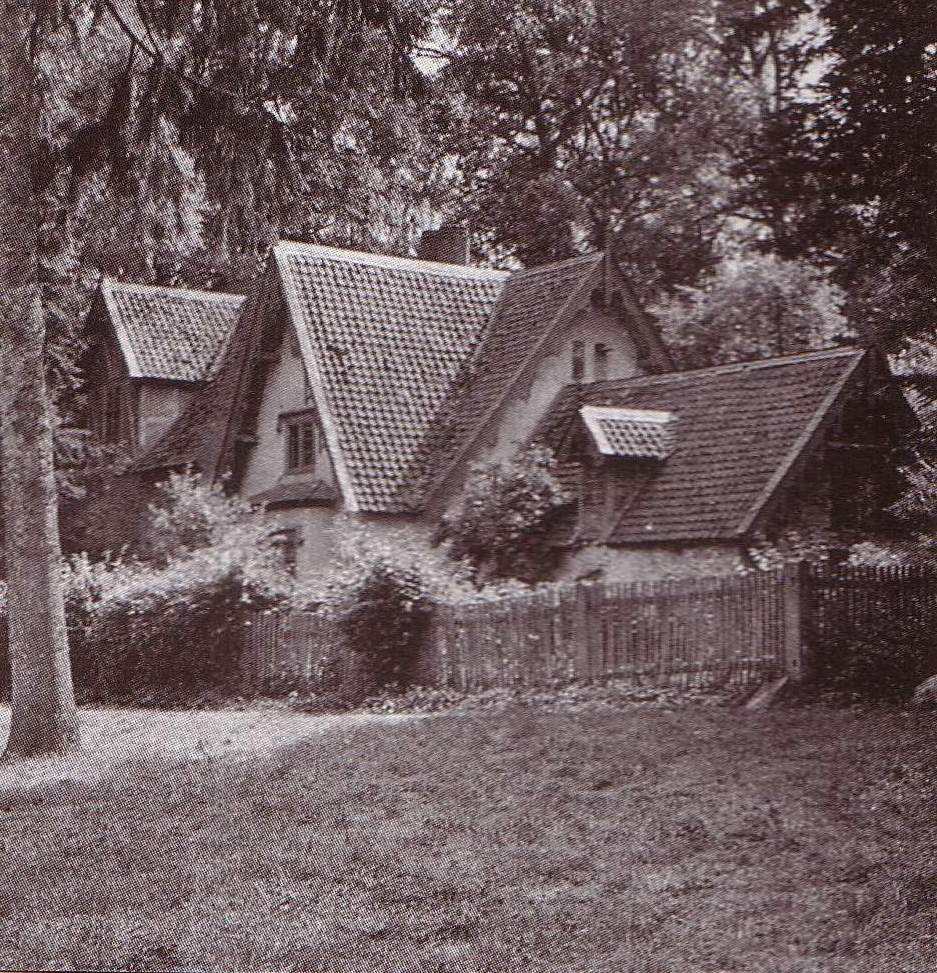
Die „Niedermühle“, 1910

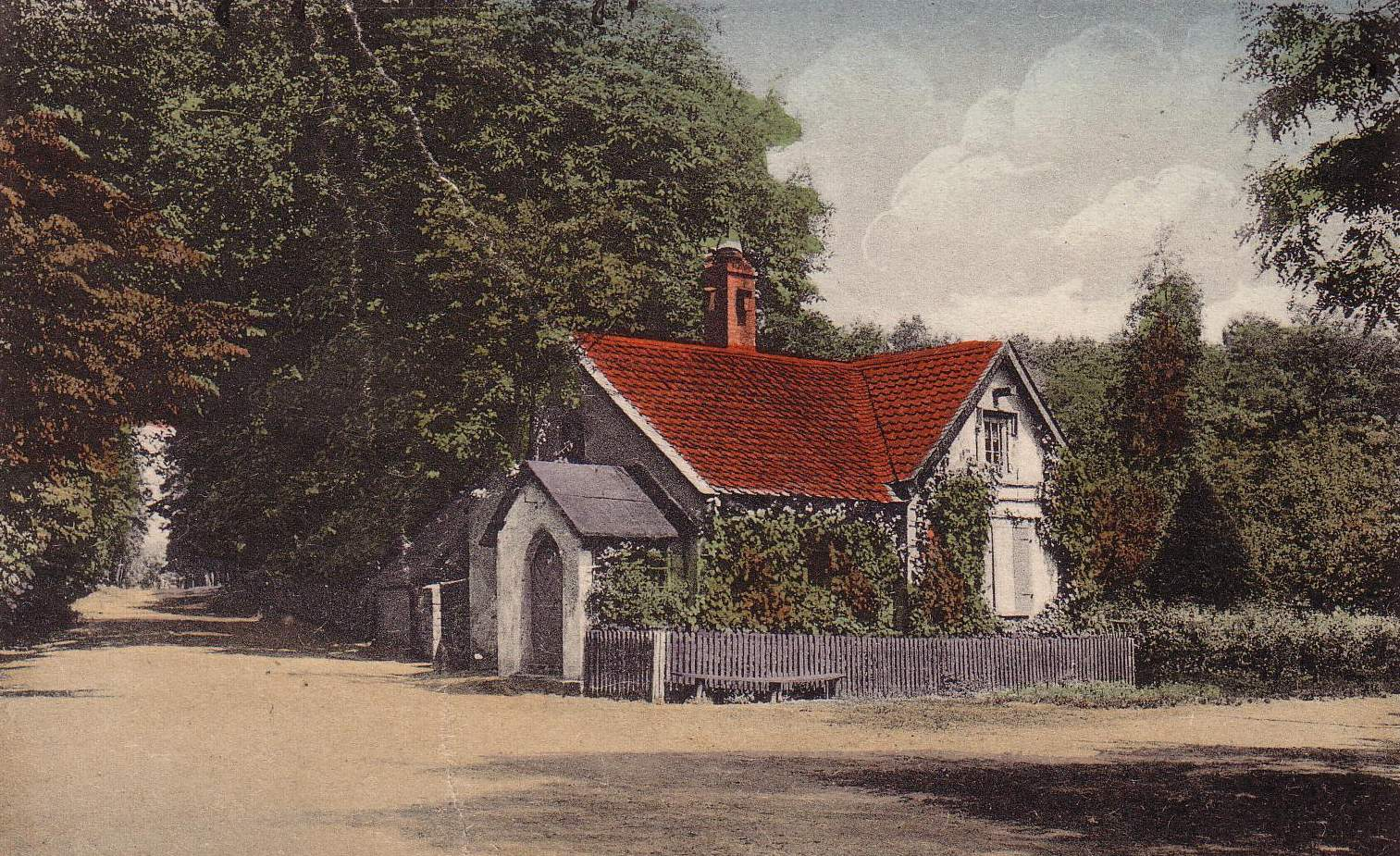
Das „Försterhaus“, kolorierte Postkarte etwa aus dem Jahr 1900

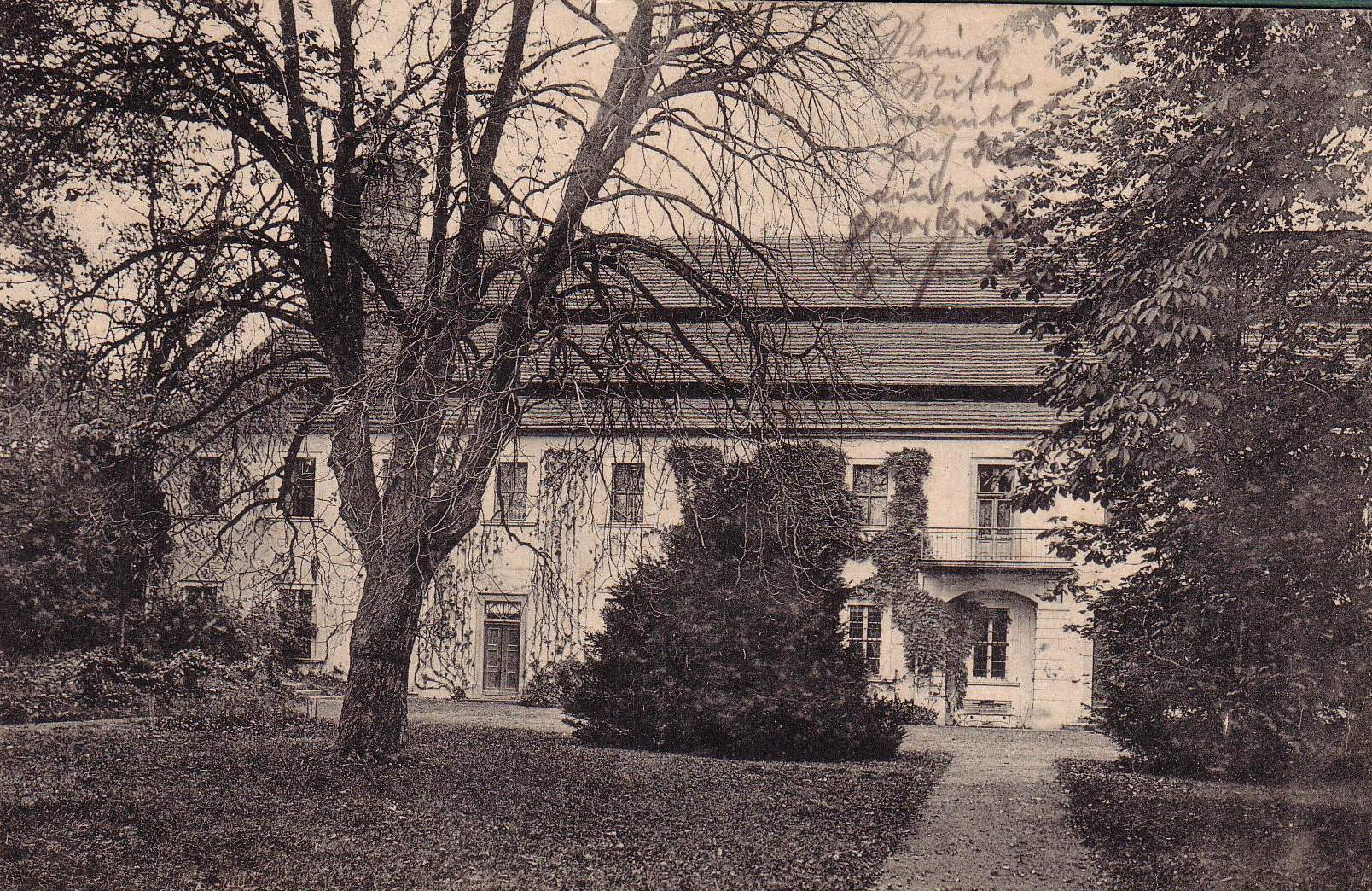
Ansicht der Parkseite vom Althaldensleber Herrenhaus etwa um 1900. Nordöstlicher Abschluss des Landschaftsparkes

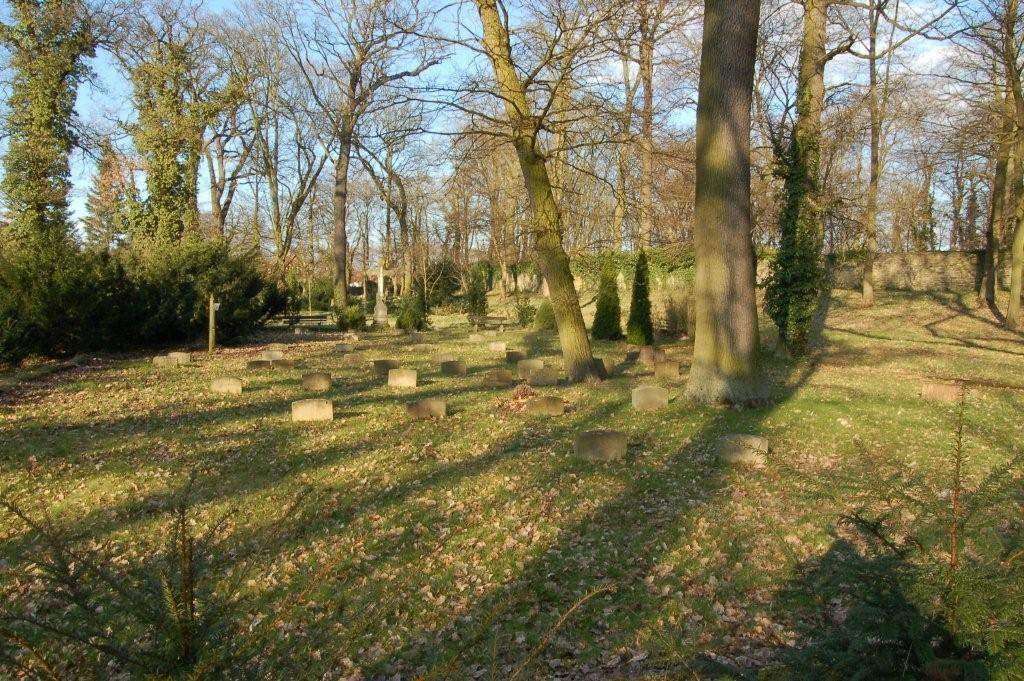
Friedhof der Familie Nathusius in Althaldensleben. Im Hintergrund gut erkennbar die begrenzende Mauer, die der ehemaligen Burgbefestigung folgt

### Park-Bestandteile
Hier werden auch Bestandteile des angelehnten barocken Schlossparkes der Hundisburg mit aufgeführt, obwohl der nicht zum Landschaftspark gehört.
Bereich Hundisburg oben
- Barockgarten mit oberem und unterem Lustgarten sowie Grotte
- Pariser Tor
- Hundisburger Hund (Zinkguss-Skulptur des Florentiner Wolfshundes)
- Englische Partie mit Postamentenallee und Schneckenberg
- Kleines Gärtnerhaus
- Ehemalige Orangerie
- Baum- und Feldgarten mit historischen Obstsorten
- Imkerei
- Parkkiesgrube

Bereich Hundisburg unten
- Niedermühle
- Niedermühlenwiese
- Försterhäuschen
- Koppelteich
- Bewaldung am Hühnerberg
- Waldsteinbruch-Teich
- Waldsteinbruch-Wiese
- Schwarzes Loch (Teich)
- Unterer Kuhteich

Bereich Kloster
- Obstanlagen
- Oelmühle mit trockenem Mühlengraben
- Rousseauinsel im Schwanenteich
- Friedhof der Familie Nathusius
- Wintergarten
- Nathusius-Weg
- Klosterpark
- Ehemaliges Gärtnereigelände
- Lenne-Weg
- Gewächshaus (nicht mehr vorhanden)
- Palmenhaus (nicht mehr vorhanden)
- Jägerhaus
- Bienenhaus (nicht mehr vorhanden)
- Bleichhofgarten
- Südwiese
- Burgwiese
- Mittelalterlicher Burgwall
- Weiße Brücke
- Steintisch mit Napoleonweiden

### Vertretene Baumarten
Im Landschaftspark gibt es heute rund 150 verschiedene, zum Teil exotische Baumarten. Dazu zählt ein vermutlich aus dem 18. Jahrhundert stammender Ginkgo mit einem Stammesumfang von 3,90 Metern. Es gibt einen im August blühenden japanischen Sophorabaum und sehr alte Lindenpappeln. Außerdem sind folgende Arten vorhanden:
- Ahornblättrige Platane
- Linde (Form: Hänge-Silber-Linde)
- Blut-Buche
- Stiel-Eiche
- Kornelkirsche
- Hänge-Buche
- Berg-Ahorn
- Spitz-Ahorn (Formen: Acer platanoides „Schwedleri“ und Acer cappadocicum „Kolchischer“)
- Säulen-Eiche
- Sommer-Linde
- Butternuss
- Silber-Ahorn
- Riesen-Lebensbaum
- Schwarz-Erle
- Appalachen-Rosskastanie bzw. Gelbe Rosskastanie
- Schwärmer-Rosskastanie bzw. Strauch-Rosskastanie
- Gurken-Magnolie
- Zweizeilige Sumpfzypresse bzw. Echte Sumpfzypresse
- Sumpf-Eiche
- Flatter-Ulme
- Hickory (Form: Bitternuss-Hickory)
- Zerr-Eiche

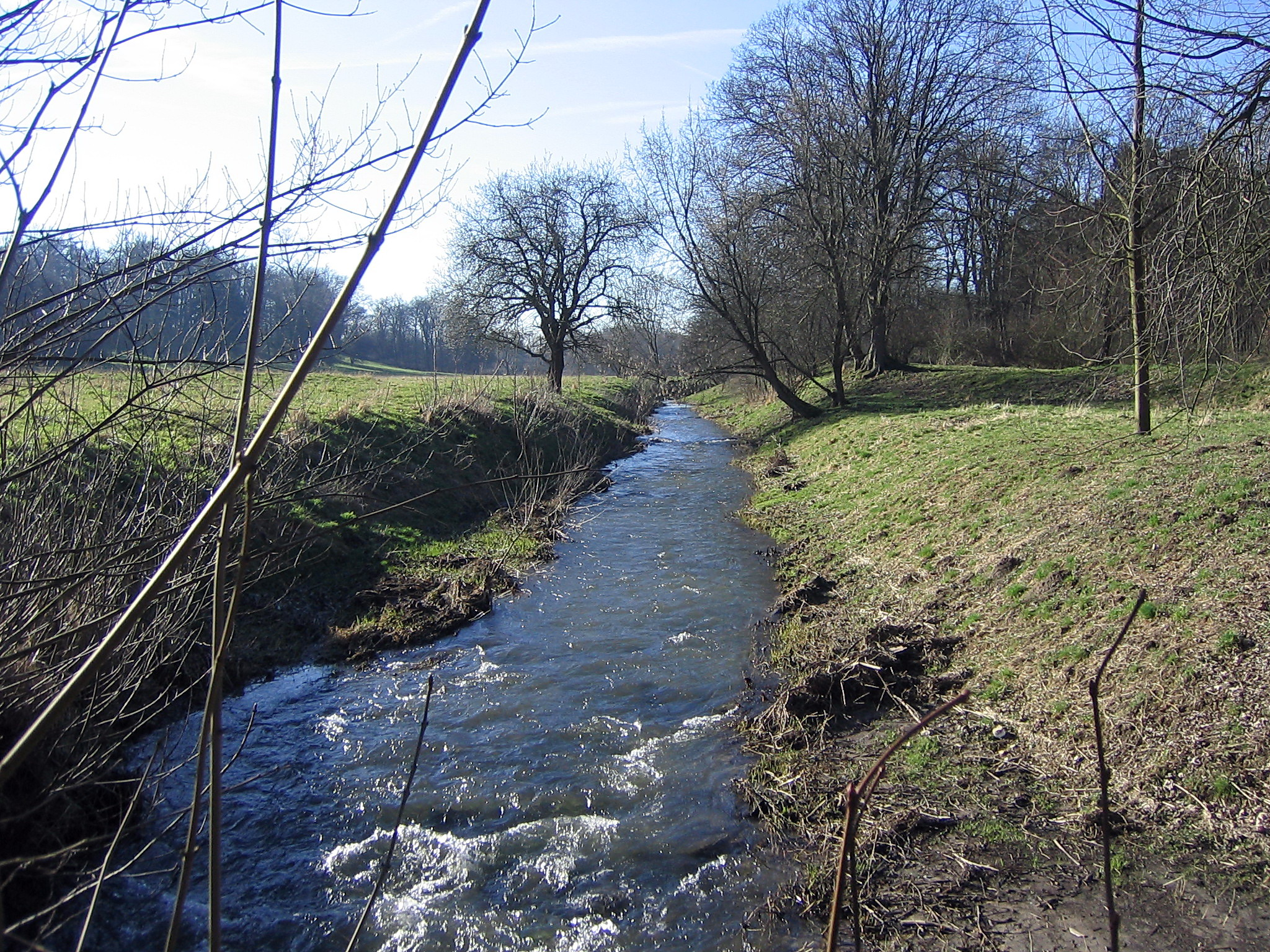
Die Beber im Hundisburger Teil des Landschaftsparks im Jahr 2008
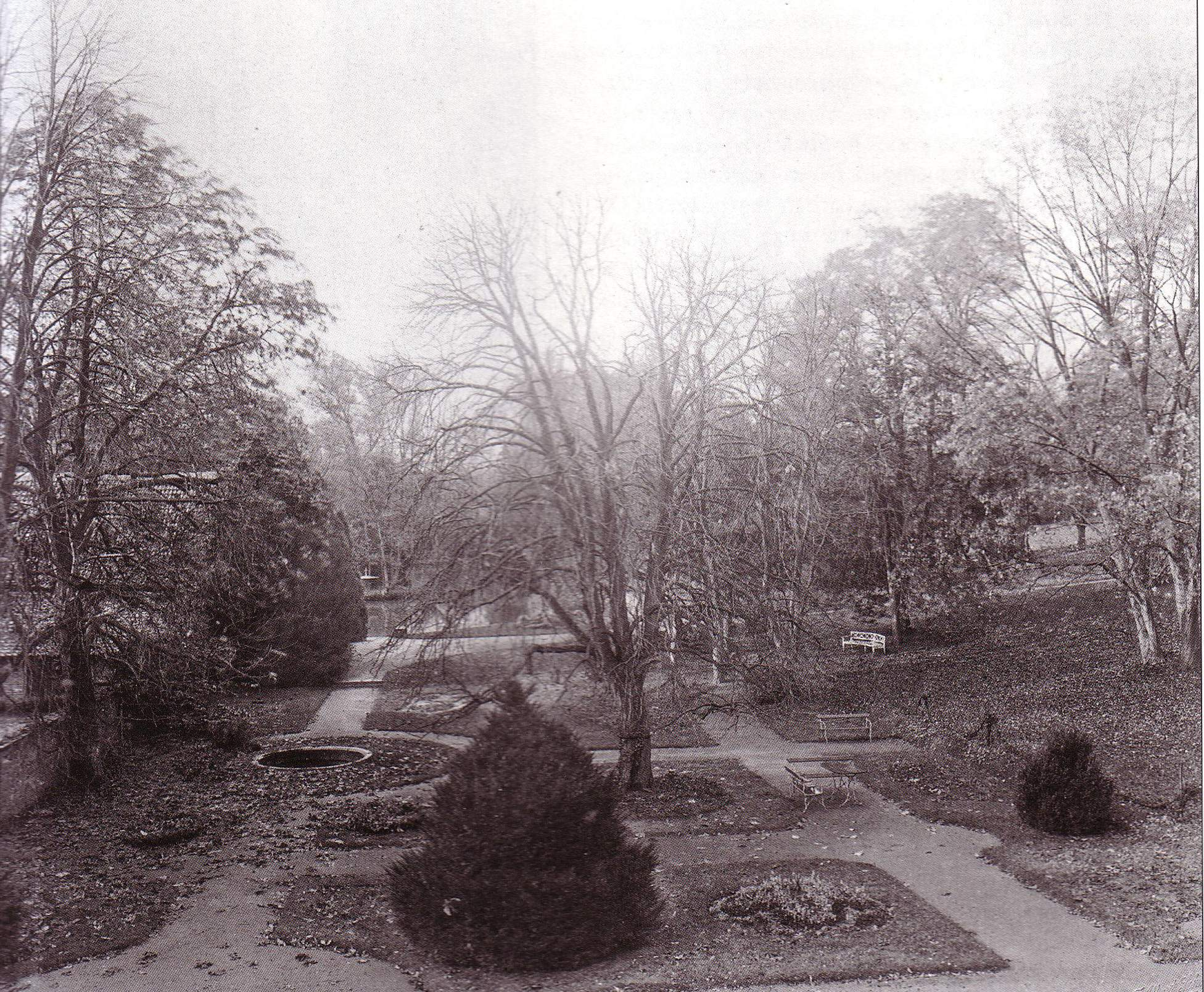
Der „Blumengarten“ (vormalig „Bleichhofgarten“) zwischen dem Althaldensleber Herrenhaus und dem Schwanenteich im Jahr 1890
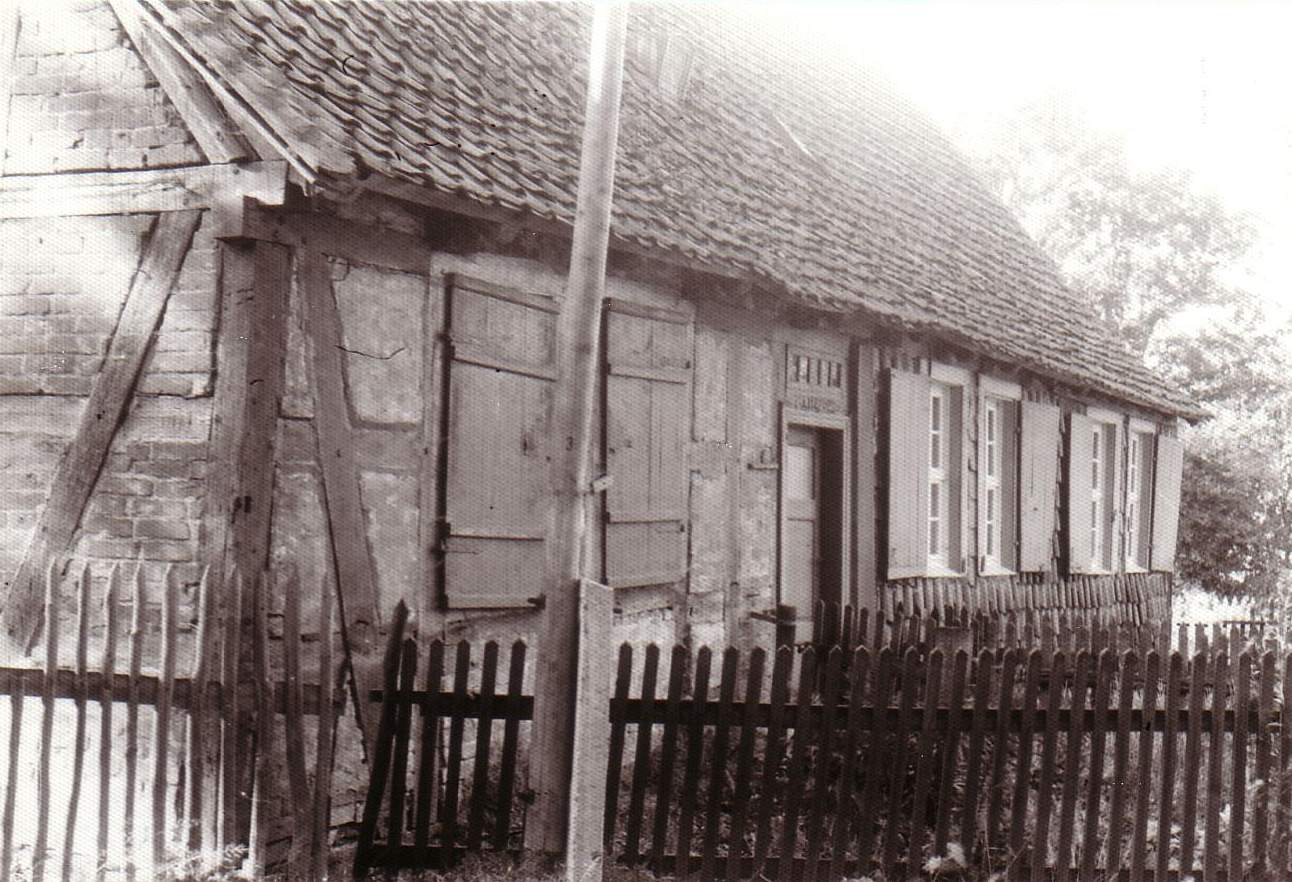
Das „Jägerhaus“ in Althaldensleben im Jahr 1980